# Artillerie à cheval
Depuis les débuts de l'artillerie s'est posé le problème de la mobilité des pièces : d'abord pour les acheminer et les mettre en œuvre sur le champ de bataille mais ensuite pour accompagner et appuyer les troupes pendant la bataille elle-même.
Par ailleurs, le renforcement de la puissance de feu de l'infanterie, à partir du XVIIIe siècle rendait nécessaire l'apparition d'une artillerie plus mobile, pouvant accompagner la cavalerie, la soutenir ou la renforcer sans lui faire perdre la qualité essentielle que constituait sa mobilité.
Au milieu du XVIIIe siècle, la solution trouvée a été la création d'un corps d'artillerie entièrement hippomobile pouvant suivre et appuyer non seulement l'infanterie mais surtout la cavalerie. Après quelques expérimentations au cours des conflits précédents, cette innovation apparaît dans l’armée de Frédéric II de Prusse pendant la guerre de Sept Ans. Les autres armées européennes suivront le mouvement, comme la France trente ans plus tard.

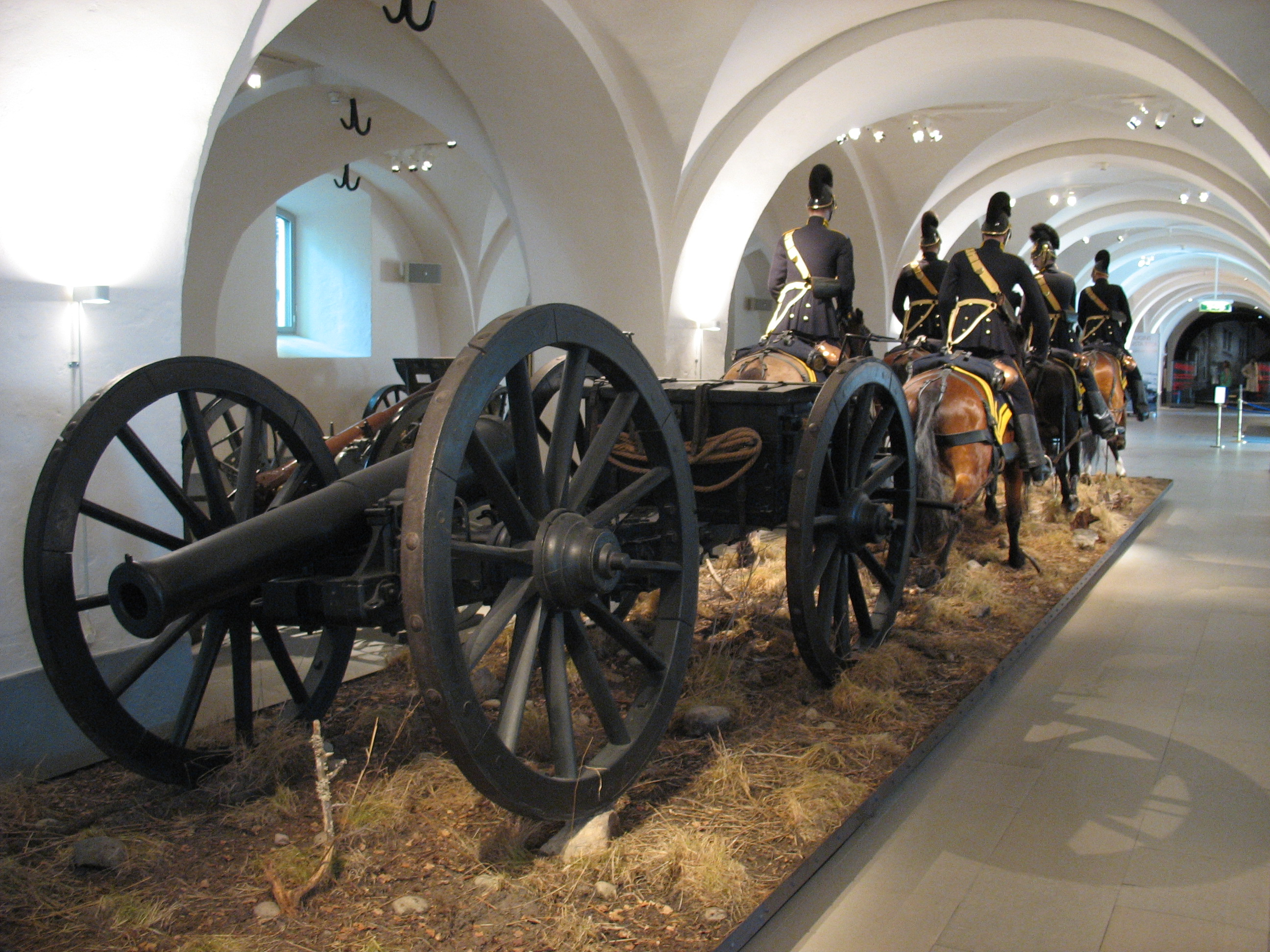
Reproduction d'une pièce d'artillerie à cheval suédoise des années 1850. Musée de l'armée suédoise, Stockholm.

## La recherche de la mobilité au début duXVIIesiècle
Une des réponses à ce besoin de mobilité réside dans la légèreté des pièces et à ce titre, on doit citer les petits canons très légers mis en œuvre par l'armée du roi Gustave II Adolphe de Suède pendant la Guerre de Trente Ans. Surnommées les « canons de cuir bouilli » du fait de leur mode de fabrication, une âme en cuivre encerclée par du fer et recouverte de cuir, ces pièces, d'un calibre de trois ou quatre livres, peuvent être déplacées par un ou deux chevaux, voire à bras d'homme, et utilisent des boulets encartouchés, qui leur confèrent une cadence de tir phénoménale pour l'époque, huit coups par minute, alors qu'un bon mousquetaire ne tire que six fois.

## L'apparition de l'artillerie à cheval en Prusse auXVIIIesiècle
Quoique des expérimentations aient été conduites dans plusieurs pays d'Europe au XVIIe siècle et au début du XVIIIe siècle, il faut attendre le milieu du XVIIIe siècle et la guerre de Sept Ans pour voir apparaître une vraie artillerie à cheval dans laquelle non seulement les canons mais les servants peuvent se mettre en place rapidement puis se repositionner plusieurs fois pendant une bataille et qui, par sa mobilité constituera dès lors un formidable multiplicateur de force pour la cavalerie.
L'apparition des premières batteries d'artillerie à cheval prussiennes est rapportée dès 1758 au camp de Landshut. Certaines sources font part de leur utilisation au combat dès 1759 contre la France puis contre les Russes à Kunersdorf et contre les Autrichiens à Maxen, d'autres rapportent leur premier emploi « utile » en 1762, lors du combat de Reichenbach .

## Développement de l'artillerie à cheval en Europe
Assez rapidement d'autres états européens développent leur propre artillerie à cheval : l'Autriche en 1778, puis le Hanovre en 1786, suivi à peu près à la même période par le Danemark. La Suède et la France leur emboîtent le pas en 1792, suivies par la Grande-Bretagne en 1793, la Russie en 1794 et le Portugal en 1796 .

## France

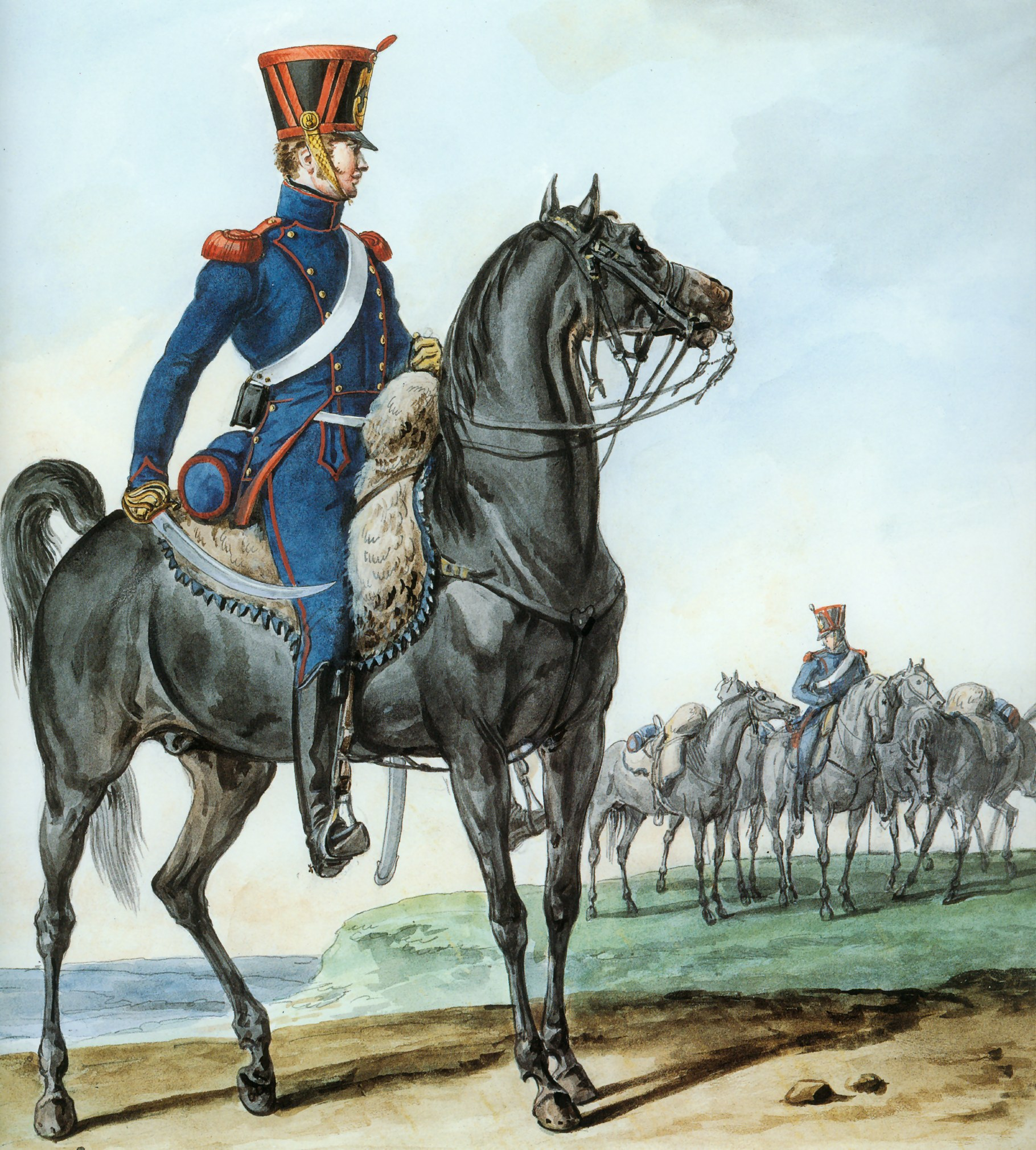
Artilleur à cheval.

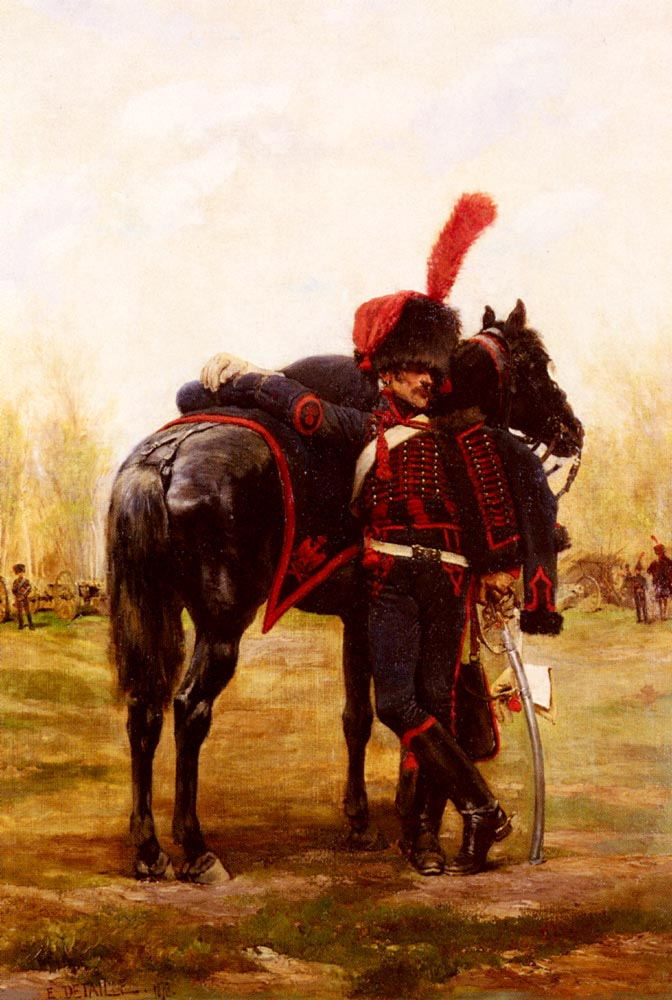
Artilleur à cheval de la Garde impériale.

L'artillerie à cheval n'est introduite en France qu'à partir de 1791, sous la forme de détachements. Sa mise en œuvre a été rendue possible par l'allègement des pièces résultant de l'adoption du système de Gribeauval dès 1774. Parmi ses promoteurs, on doit citer le marquis de La Fayette, qui avait été invité dès 1785 par Frédérick le Grand à assister à des manœuvres en Silésie et qui en était revenu enthousiasmé  le général d'Aboville et le général du Teil. À la suite d'un décret de l'assemblée du 28 septembre 1791 qui recommande l'idée, le ministre de la guerre, Narbonne, propose la formation immédiate de deux batteries le 11 janvier 1792.
Par décret du 19 pluviôse an II (7 février 1794) ces batteries sont organisée en compagnies à cheval, qui sont d'abord rattachées aux régiments d’artillerie à pied puis regroupées dans une nouvelle arme appelée « artillerie légère » (on parle également d’« artillerie volante ») sous le nom de « régiment d'artillerie à cheval » qui sont indépendants. Enfin, en 1795, on constitue huit régiments d’artillerie à cheval, à 6 compagnies chacun. Ce nombre sera ramené à six régiments à la fin du Consulat. Chaque compagnie met en œuvre six pièces (en général quatre pièces de 6 et deux obusiers).
Ces compagnies sont détachées individuellement - et même souvent par demi-compagnies - en support des divers corps de la Grande Armée.
Pour la Garde impériale, l’artillerie à cheval est présente dans la Garde consulaire sous la forme d’une simple compagnie depuis 1799 mais un décret du 8 mars 1802 y crée un escadron  à deux compagnies. Sous l'Empire, le nombre de compagnies passe à quatre, puis six puis est ramené à quatre lors des Cent-Jours.
Napoléon attachait une grande importance à l'association des deux armes à cheval. Il déclarait que « 20 000 chevaux et 120 bouches à feu d'artillerie légère équivalent à 60 000 hommes d'infanterie ayant 120 bouches à feu ».
Après la Seconde Restauration l’armée compte quatre régiments d’artillerie à cheval à six compagnies (plus un régiment à quatre compagnies dans la garde royale).

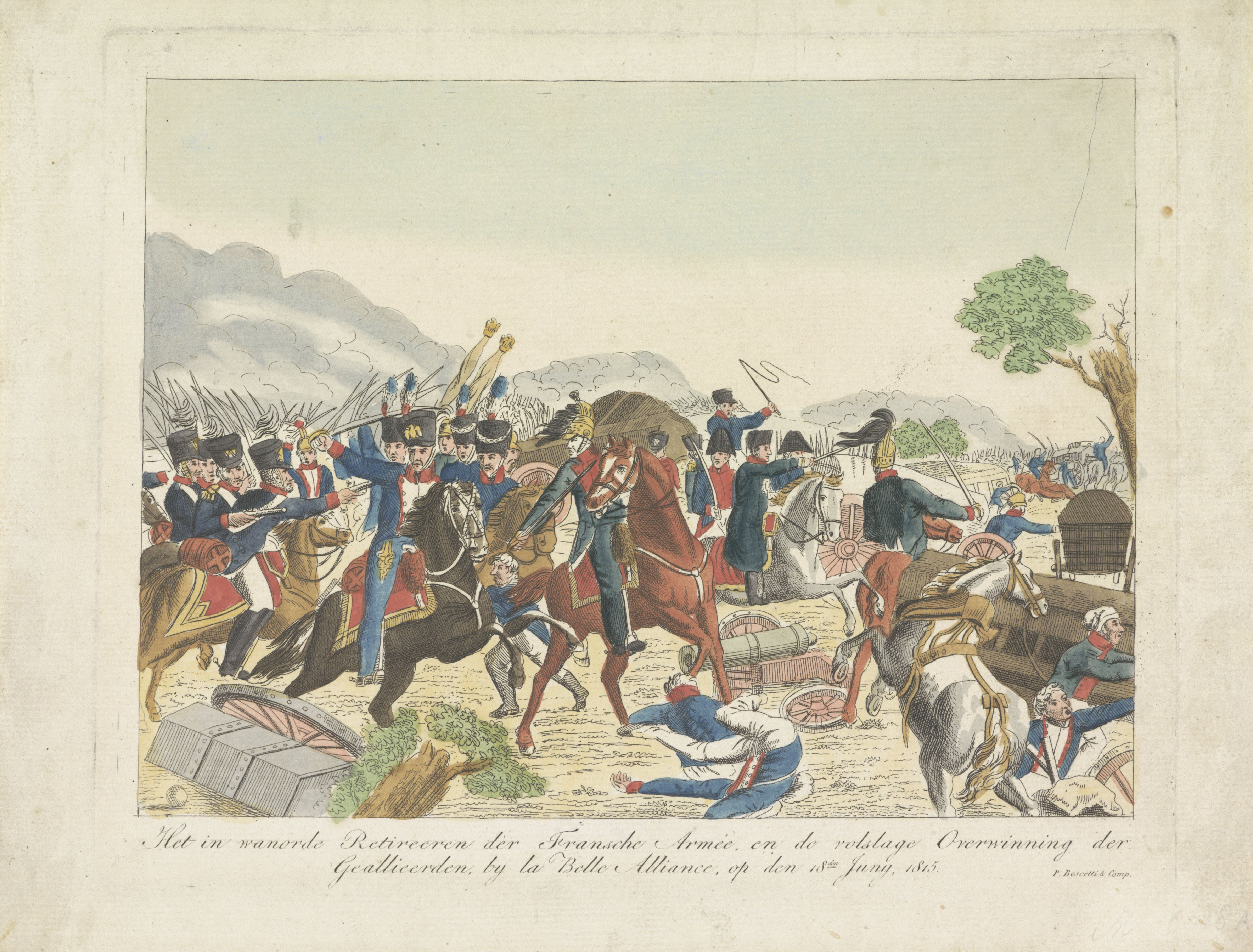
L'artillerie en déplacement est vulnérable aux attaques de cavalerie, ici pendant la débâcle française de Waterloo en 1815.

En France, la question du positionnement des servants de l'artillerie à cheval pendant le transport (montés sur les chevaux ou assis sur les caissons) avait été  résolue en faveur de la première solution dès 1794.
En 1829, l’artillerie est réorganisée et la batterie remplace la compagnie comme unité élémentaire. La batterie regroupe sous commandement organique unique les armes et leurs moyens de transport. À la suite de cette réforme, l’artillerie est constituée de :
- batteries d’artillerie à cheval (les servants sont montés);
- batteries d’artillerie montée (les servants sont assis sur leurs caissons);
- batteries d’artillerie à pied (les canons sont amenés à pied d'œuvre par le Train d'artillerie - créé en 1800).

Les régiments d'artillerie à cheval seront supprimés lors de la réforme de 1829, leurs batteries à cheval rejoignant les batteries montées dans certains régiments dits « de corps » (c'est-à-dire de corps d'armée) mais ils seront reconstitués puis conservés lors des réformes de 1854 et 1867. Ils disparaîtront définitivement après la guerre de 1870.

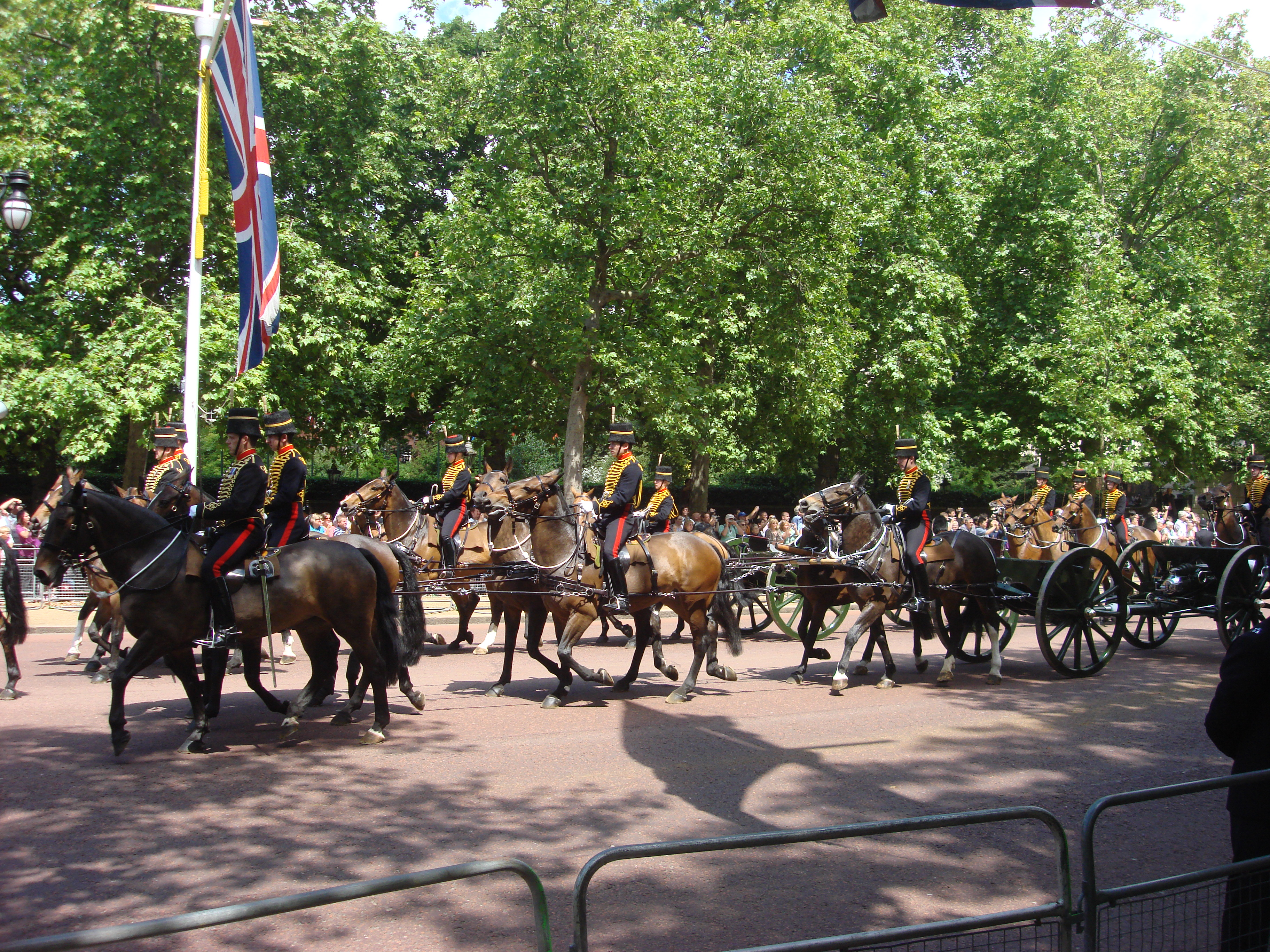
Attelage du King's Troop, Royal Horse Artillery - Trooping the Colour 2009

## Expansion et déclin
L'artillerie à cheval jouera un rôle important dans la plupart des conflits du XIXe siècle mais son rôle diminuera avec celui de la cavalerie.
L’artillerie à pied va progressivement disparaître au bénéfice de l’artillerie montée qui sera bientôt à son tour progressivement remplacée par l'artillerie tractée et les canons automoteurs.
De nos jours, seul le King's Troop, de la Royal Horse Artillery du Royaume-Uni conserve six attelages d'artillerie à cheval dans un rôle cérémonial.